# Lockfinke
Lockfinke ist eine Ortslage im Norden der bergischen Großstadt Wuppertal.

## Lage und Beschreibung
Die Ortslage befindet sich im Westen des Wohnquartiers Hatzfeld im Stadtbezirk Barmen auf einer Höhe von 265 m ü. NHN im Bereich der heutigen Straßen Lante und Lockfinke an der Grenze zum Stadtbezirk Uellendahl-Katernberg.
Benachbarte Ortslagen sind Lante, Uellendahler Brunnen, Hohenhagen, Raukamp, Pannesbusch, Tente, Siepen, Dickten und Hatzfeld.
Der ursprüngliche Siedlungsplatz lag an der Straße Lante nördlich der Straße Lockfinke.

## Etymologie und Geschichte
Lok, Loch kann eine Ableitung von Loh (=Wald) sein oder auf eine Vertiefung, ein Tal hindeuten. Der zweite Namensbestandteil ist ungeklärt.
Im 19. Jahrhundert gehörte Lockfinke zur Uellendahler Rotte der Oberbürgermeisterei Elberfeld.  Der Ort ist auf der Topographischen Aufnahme der Rheinlande von 1824 und auf der Preußischen Uraufnahme von 1843 unbeschriftet eingezeichnet. In Plan der Stadt Barmen von 1863 heißt der Ort An der Lockfinke und auf Elberfeldern Übersichts-Plänen von 1901 und 1925 Lockfinke bzw. An der Lockfinke.
Der laut der Statistik und Topographie des Regierungsbezirks Düsseldorf 1832 als Kotten kategorisierte Ort wurde als An der Lockfinke bezeichnet und besaß zu dieser Zeit zwei Wohnhäuser und ein landwirtschaftliches Gebäude. Zu dieser Zeit lebten 14 Einwohner im Ort, alle evangelischen Glaubens.
Der Ort befand sich bis 1929 unmittelbar an der Stadtgrenze zwischen den beiden Großstädten Elberfeld und Barmen auf Elberfelder Seite, nach deren Vereinigung zu Wuppertal an der Stadtteilgrenze ebenfalls auf Elberfelder Seite. Bei einer Grenzverschiebung nach 1963 wurde die Grenze zwischen Elberfeld und Barmen entlang der Straße Lockfinke verlegt, so dass sich der ursprüngliche Siedlungsplatz Lockfinke heute auf Barmer Gebiet befindet.